# Подільський районний суд міста Києва

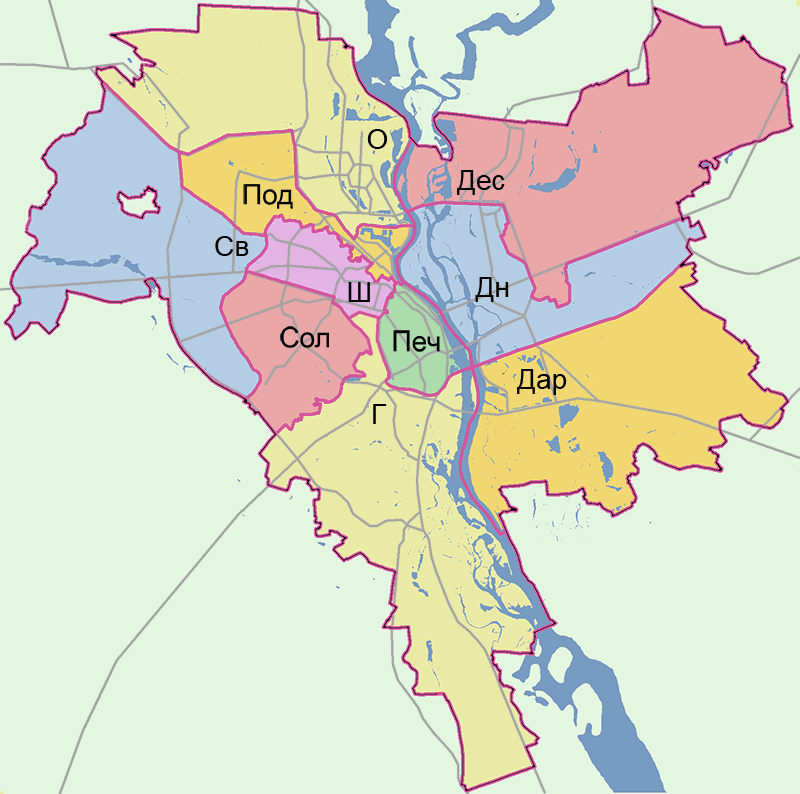
Под — Подільський район

Подільський районний суд міста Києва — загальний суд першої інстанції, юрисдикція якого поширюється на Подільський район міста Києва.
Згідно з судовою реформою, передбачається ліквідація районних судів та створення замість них окружних. 29 грудня 2017 року видано Указ Президента України, яким Подільський районний суд ліквідовано, а на його місці створений Шостий окружний суд міста Києва. Проте, на даний час Указ не реалізований.

## Структура
У штатному розкладі суду 21 суддя та 76 працівників апарату.
Організаційна структура суддівського корпусу включає посади голови суду, його заступника, суддів кримінальної та цивільно-адміністративної колегій.
Апарат очолює керівник, який має заступника. Також апарат включає помічників суддів, секретарів судового засідання, судового розпорядника, секретарів, діловодів, прес-секретаря, завідувача архіву.
Відділи:
- кадрової роботи та управління персоналом
- документального обігу, контролю та забезпечення розгляду звернень громадян (загальна канцелярія)
- організаційного забезпечення розгляду справ про адміністративні правопорушення
- організаційного забезпечення розгляду цивільних та адміністративних справ
- організаційного забезпечення розгляду кримінальних справ
- судової статистики, узагальнення судової практики та систематизації законодавства[2][3][4].

## Керівництво
Голова суду — Шаховніна Марина Олегівна
 Заступник голови суду — Войтенко Тетяна Віталіївна
 Керівник апарату — Гур'єва Галина Сергіївна.

## Резонанс
- У 2015 році Подільський районний суд Києва заочно засудив колишнього президента Віктора Януковича до 15 років позбавлення волі за підбурювання до дезертирства та організацію незаконного переправлення через держкордон[7].

## Відомі судді цього суду
- Ґудзь Микола Михайлович
- Нечипоренко Юрій Аркадійович
- Шевчук Петро Іванович